# Synagoga w Kiszyniowie (ul. Rabbi Țirilson)
Synagoga przy ul. Rabbi Țirilsona – zrujnowany kompleks dawnej synagogi oraz przytułku w Kiszyniowie, przy ul. Rabbi Țirilson. 

## Historia
Kompleks został wzniesiony w drugim dziesięcioleciu XX wieku w stylu eklektycznym. Składa się z głównego budynku synagogi i połączonego z nią domu, w którym znajdował się przytułek dla starców. Jest to największa synagoga w Kiszyniowie.
Synagoga została zrujnowana przez trzęsienie ziemi, nie została odnowiona. Następnie władze radzieckie znacjonalizowały zniszczony budynek i na początku XXI w. należał on do państwowej firmy Poligraf Service. W 2010 r. gmina żydowska wykupiła obiekty i grunta za pięć milionów lejów. Już po transakcji okazało się, że grunt z budynkiem został przez poprzedniego właściciela zastawiony, ponadto nie istniały jego plany, co uniemożliwiło natychmiastowe przystąpienie do prac nad odbudową synagogi. W 2013 r. ogłoszono, że budynek zrujnowanej synagogi zostanie poddany gruntownej renowacji, której koszt wyniesie 50 mln lejów mołdawskich. Pieniądze mają pochodzić z datków mołdawskiej społeczności żydowskiej oraz Żydów z zagranicy. W odnowionym budynku planuje się ponowne otwarcie synagogi, jesziwy, mykwy oraz żydowskiego centrum kulturalnego.

## Architektura
Synagoga została wzniesiona na planie prostokąta w stylu eklektycznym, z elementami nawiązującymi do baroku. Ku ulicy zwrócona była węższa elewacja boczna. Była to budowla dwukondygnacyjna. W centralnej części znajdował się ryzalit, po obu jego stronach symetrycznie rozmieszczono szerokie okna. 
Budynek przytułku był dwukondygnacyjny, również wzniesiony na planie prostokąta, utrzymany w tym samym stylu, co synagoga. Posiada dwa ryzality, jego elewacje powtarzały motywy zdobnicze zastosowane w budynku synagogi.